# Wincenty Urban
Wincenty Urban (ur. 13 lutego 1911 w Grodzisku Dolnym, zm. 13 grudnia 1983 we Wrocławiu) – polski duchowny rzymskokatolicki, profesor historii Kościoła, patrologii oraz historii sztuki, archiwista, biskup pomocniczy wrocławski w latach 1960–1983 (do 1967 formalnie gnieźnieński).

## Życiorys
W 1931 ukończył gimnazjum w Leżajsku. Po święceniach kapłańskich, które przyjął 28 czerwca 1936 we Lwowie z rąk arcybiskupa Bolesława Twardowskiego, prowadził działalność katechetyczną, duszpasterską i naukową. Był proboszczem w Biłce Szlacheckiej od 1940, w 1945 w wyniku ekspatriacji Polaków z Kresów Wschodnich wraz z parafiami osiadł na Śląsku Opolskim. W latach 1946–1983 dyrektor Archiwum, Biblioteki Kapitulnej i Muzeum Archidiecezjalnego we Wrocławiu.
21 października 1959 został mianowany biskupem tytularnym Abitinae i biskupem pomocniczym archidiecezji gnieźnieńskiej i skierowany do pracy duszpasterskiej w archidiecezji wrocławskiej. Sakry biskupiej udzielił mu 7 lutego 1960 kardynał Stefan Wyszyński. 16 października 1967 został oficjalnie mianowany biskupem pomocniczym archidiecezji wrocławskiej, w latach 1974–1976 był wikariuszem kapitulnym archidiecezji. Profesor Papieskiego Wydziału Teologicznego we Wrocławiu i Akademii Teologii Katolickiej w Warszawie, autor licznych prac z zakresu historii Kościoła.
W 1965 uczestniczył w IV sesji soboru watykańskiego II.
Został pochowany w krypcie archikatedry św. Jana Chrzciciela we Wrocławiu.

## Publikacje
- Droga krzyżowa Archidiecezji Lwowskiej w latach II wojny światowej, 1939–1945, Semper Fidelis, 1983
- Leopold Sedlnicki, książę biskup wrocławski 1836–1840 i jego odstępstwo na tle dziejów Kościoła katolickiego na Śląsku w pierwszej połowie XIX wieku
- Zarys dziejów diecezji wrocławskiej, Wrocław 1962
- Ostatni etap dziejów Kościoła w Polsce przed nowym tysiącleciem (1815–1965), Rzym 1966
- Duszpasterski wkład księży repatriantów w archidiecezji Wrocławskiej w latach 1945–1970, Wrocław 1970
- Szkice z dziejów archidiecezji lwowskiej i jej duszpasterstwa, Rzym 1984
- Z wrocławskiej niwy kaznodziejskiej, Warszawa 1982